# Herb kraju usteckiego

Herb kraju usteckiego

Herb kraju usteckiego to jeden z symboli tego kraju. 

## Opis herbu
Tarcza herbowa czwórdzielna w krzyż.
- W polu pierwszym, czerwonym, srebrny lew wspięty o podwójnym ogonie w złotej koronie.
- Pole drugie błękitne. Na tle zielonego trójwzgórza srebrna brama o siedmiu blankach i na wpół opuszczonej złotej bronie wyrastająca z błękitnych fal, pośród których trzy falowane pasy srebrne.
- W polu trzecim, błękitnym, srebrny pług na zielonej trawie.
- W polu czwartym, czerwonym, srebrny lew wspięty o podwójnym ogonie. Lew na głowie ma przyłbicę srebrną, a na niej złotą koronę, z której wyrastają dwa złote skrzydła. Na ramionach lwa zbroja. Podwójny ogon w dwóch miejscach krzyżowania się jest związany złotymi węzłami.

Identyczny wzór posiada heraldyczna flaga kraju.

## Uzasadnienie symboliki herbu
Lew w polach pierwszym i czwartym był początkowo herbem dynastii Przemyślidów, aby stopniowo stać się herbem Bohemii i całego Królestwa Czech. Dodatkowo, tak "uzbrojone" godło pochodzi z herbu Uścia nad Łabą, stolicy kraju. Pole drugie to symboliczne przedstawienie tak zwanej Porta Bohemica, czyli Czeskiej Bramy, to jest przełomu Łaby w rejonie Czeskiego Średniogórza (tu przedstawionego jako trzy zielone wzgórza). Pług z trzeciego pola to pług Przemysła Oracza, założyciela panującej w Czechach dynastii Przemyślidów, który miał jakoby pochodzić z okolic Ústí.